# كلاي ديكسون
كلاي ديكسون (بالإنجليزية: Clay Dixon)‏ هو سياسي أمريكي، ولد في 1942. حزبياً، نشط في الحزب الديمقراطي. وقد انتخب Mayor of Dayton, Ohio ‏.